# Primus och Felicianus
Primus och Felicianus, döda omkring år 297, var två bröder och missionärer som led martyrdöden vid Via Nomentana i Rom under kejsar Diocletianus förföljelse. De vördas som helgon i Romersk-katolska kyrkan, med minnesdag den 9 juni.

## Bilder
| - De heliga Primus och Felicianus på absidmosaiken i Cappella dei Santi Primo e Feliciano i Santo Stefano Rotondo. |

### Webbkällor
- ”Sts. Primus and Felician”. Catholic Encyclopedia. New Advent. https://www.newadvent.org/cathen/12427a.htm. Läst 8 juni 2020.
- ”Santi Primo e Feliciano, martiri”. Santi e Beati. http://www.santiebeati.it/dettaglio/91222. Läst 8 juni 2020.